# Vignet uitgevoerd als sculptuur Ad Dekkers

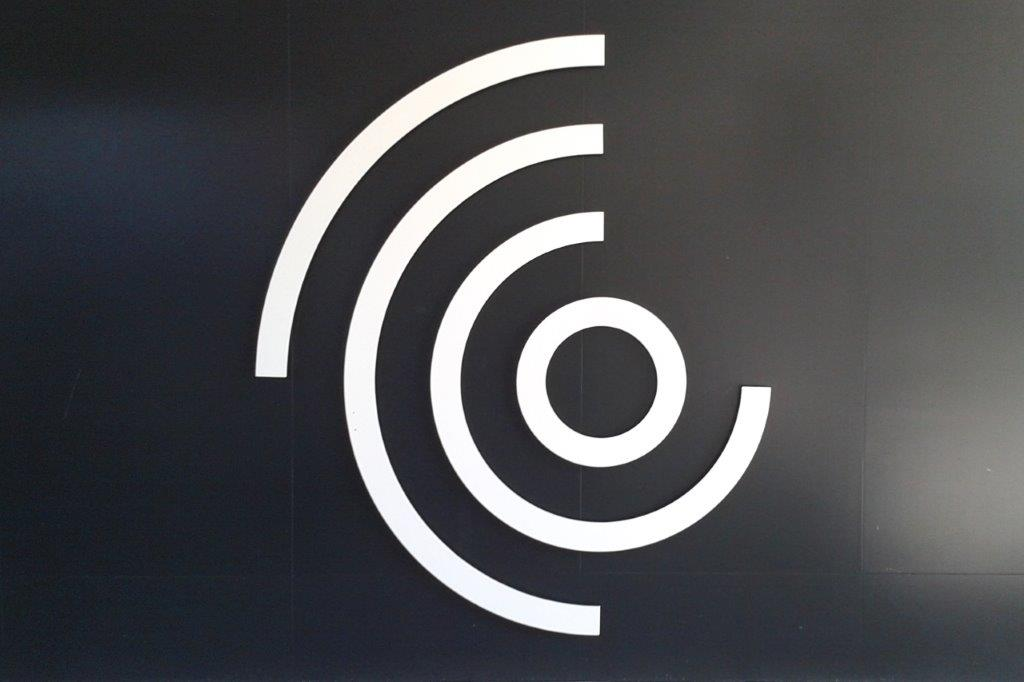
Vignet Ad Dekkers ROC ID College Gouda

Vignet uitgevoerd als sculptuur Ad Dekkers is een van de twee beelden van Ad Dekkers (1938-1974) welke zich bevinden op het ROC ID College te Gouda. Het oorspronkelijke schoolgebouw werd in 1971 gebouwd als Middelbare Technische School (MTS) Gouda.  
De eerste vrijstaande sculpturen van Dekkers dateren van 1968, soms gebaseerd op eerdere werken maar dan op veel groter formaat. Hoogleraar Carel Blotkamp die een biografie over Dekkers schreef en zijn werken inventariseerde, benoemde 24 werken als sculptuur. Dit kunstwerk is ook gegroeid van brieflogo tot een groter formaat en kan de naam sculptuur zeker dragen nog afgezien van het feit dat het een zelfstandig object is geworden door zijn grootte.
Ad Dekkers schonk dit kunstwerk oorspronkelijk als brieflogo aan de school als dank voor de assistentie van studenten Bouwkunde bij de constructie van enkele kunstwerken in hout voor zijn tentoonstelling in het Gemeentemuseum Den Haag in 1972. Als logo was het maar zes cm groot en de cirkeldelen waren in het papier gestanst waarbij een sneetje ontstond. De cirkeldelen waren een kwart, een halve, een driekwart en als laatste een hele cirkel in het centrum. (Zie afbeelding)
Het logo symboliseerde de vier studiejaren die  de studenten kunnen volgen aan deze school op hun weg naar het vervolmaken van kennis en vakmanschap op middelbaar beroeps- en kaderniveau. Als sculptuur was het kunstwerk, gemaakt door studenten Werktuigbouwkunde, aangebracht op de voorgevel van het oorspronkelijke gebouw van de school. Het heeft afmetingen van ca 3x3 m.
Nu maakt het kunstwerk sinds 2013 deel  uit van het ROC ID College en is het geplaatst in de ruime ontvangsthal. De school is daarmee in het bezit van twee belangrijke werken die de grondvormen in de wiskunde, vierkant en cirkel, vertegenwoordigen. Veel van Ad Dekkers ruim 500 werken zijn op deze basisvormen gestoeld, alleen, in combinatie of ervan afgeleid en opgenomen in collecties van musea en collectioneurs of zijn te vinden in de openbare ruimte in binnen- en buitenland.